# 655
| 655                |
| ------------------ |
| Dødsfald - Fødsler |
|                    |

| Gregoriansk kalender | 655 DCLV                |
| Ab urbe condita      | 1408                    |
| Armensk kalender     | 104 ԹՎ ՃԴ               |
| Kinesiske kalender   | 3351 – 3352 甲寅 – 乙卯 |
| Etiopisk kalender    | 647 – 648               |
| Jødisk kalender      | 4415 – 4416             |
| Hindukalendere       |                         |
| - Vikram Samvat      | 710 – 711               |
| - Shaka Samvat       | 577 – 578               |
| - Kali Yuga          | 3756 – 3757             |
| Iransk kalender      | 33 – 34                 |
| Islamisk kalender    | 34 – 35                 |

Se også 655 (tal)

## Dødsfald
- Wikimedia Commons har flere filer relateret til 655

| År | Spire Denne artikel om et år, årti, århundrede eller årtusinde er en spire som bør udbygges. Du er velkommen til at hjælpe Wikipedia ved at udvide den. |